# بالیلا لومباردی
بالیلا لومباردی (انگلیسی: Balilla Lombardi؛ ۱ آوریل ۱۹۱۶ – ۳ مارس ۱۹۸۷ (aged 70)) بازیکن فوتبال اهل ایتالیا بود.
از باشگاه‌هایی که در آن بازی کرده‌است می‌توان به باشگاه فوتبال آنکونا، باشگاه فوتبال آ.اس. رم، باشگاه فوتبال ونتزیا، باشگاه فوتبال باری، باشگاه فوتبال پیستویزه، و باشگاه فوتبال پالرمو اشاره کرد.